# أحمد العراقي
أحمد العراقي (15 أكتوبر 1931 - 2 نوفمبر 2020)، هو سياسي مغربي، شغل منصب رئيس الحكومة المغربية (1969 – 1971)، وقبل ذلك شغل منصب وزير الشؤون الخارجية في المغرب. تورط فريقه المكون من أربعة وزراء في قضية فساد، استخدمها الجنرال محمد أوفقير لتعبئة رجاله والقيام بمحاولة انقلاب فاشلة على الملك الحسن الثاني. بعد استقالته انتقل إلى باريس وعمل كمستشار لشركات أمريكية.

## الوزارة
أحمد العراقي هو طبيب آخر في قائمة الدكاترة الذين تولوا مسؤولياتهم في الوزارة الأولى، أمثال محمد بنهيمة وعز الدين العراقي وعبد اللطيف الفيلالي، سبق له أن عين وزيرا للخارجية في حكومة يونيو 1967 خلفا لأحمد الطيبي بنهيمة. وقد جلبه الحاج أحمد بلافريج إلى عالم الدبلوماسية بعد أن كان قد درس الطب في باريس واستقر في الدار البيضاء لمزاولة مهنته، كما فعل الشيء نفسه مع الدكتور عبد اللطيف الفيلالي، إذ كان يرغب في استقطاب الأطر لتعزيز الخارجية، حتى ولو كانت خارج التراتبية الدبلوماسية في وقت كان المغرب قد بدأ يشق طريقه نحو بناء الاستقلال وإقامة جهاز دبلوماسي تحكمت فيه علاقات اجتماعية وولاءات حزبية، وبالتالي فقد وجد الدكتور أحمد العراقي الطريق سالكة لتولي مناصب دبلوماسية في العديد من العواصم الغربية. وسيصادف تعيينه وزيرا أول إضافة قطاع الفلاحة والإصلاح الزراعي إلى نفوذه، فيما تزامن ذلك مع تولي وزير الداخلية الجنرال محمد أوفقير مسؤوليات قطاع الأشغال العمومية والمواصلات، وهي المرة الأولى التي أصبحت فيها مثل هذه القطاعات ضمن اختصاصات الإدارة الترابية، غير أن ذلك لم يدم سوى بضعة أشهر، حيث انتقل فيها القطاع الفلاحي إلى الوزير أحمد العسكي، وانتقلت الأشغال العمومية والمواصلات إلى الوزير حسن الشامي.

## وفته
توفي بتاريخ 2 نوفمبر 2020 بالدار البيضاء.

## معرض صور

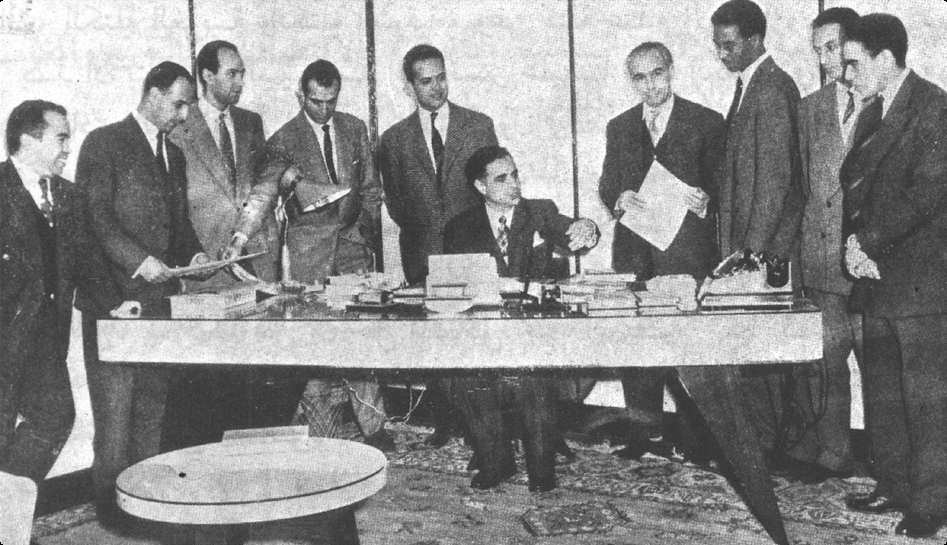
أول ديوان لوزارة الخارجية بعد الإستقلال (1956)

## روابط خارجية
- أحمد العراقي على موقع أرشيف الشارخ.
- أحمد العراقي على موقع مونزينجر (الألمانية)